# Дружинци
Дружинци (болг. Дружинци) — село в Болгарии. Находится в Кырджалийской области, входит в общину Кирково. Население составляет 347 человек.

## Политическая ситуация
В местном кметстве Завоя, в состав которого входит Дружинци, должность кмета (старосты) исполняет Здравко Атанасов Сребрев (Движение за права и свободы (ДПС)) по результатам выборов.
Кмет (мэр) общины Кирково — Шукран Кязим Идриз (Движение за права и свободы (ДПС)) по результатам выборов.